# 圣雷米 (多尔多涅省)
圣雷米（法語：Saint-Rémy，法語發音：[sɛ̃ ʁemi] ⓘ）是法国多尔多涅省的一个市镇，位于该省西南部，属于贝尔热拉克区。

## 地理
圣雷米（44°56'43"N, 0°11'5"E）面积22.26 平方千米，位于法国新阿基坦大区多爾多涅省，该省份为法国西南部内陆省份，是法國本土面积第三大的省，大致对应佩里戈尔地区，北起顺时针与夏朗德省、上维埃纳省、科雷兹省、洛特省、洛特-加龙省、吉倫特省和滨海夏朗德省接壤。
与圣雷米接壤的市镇（或旧市镇、城区）包括：圣马夏尔达尔唐塞、圣梅阿尔德居尔松、圣马丹德居尔松、蒙蓬-梅内斯泰罗勒、圣索沃尔拉朗德、圣热罗德科尔。

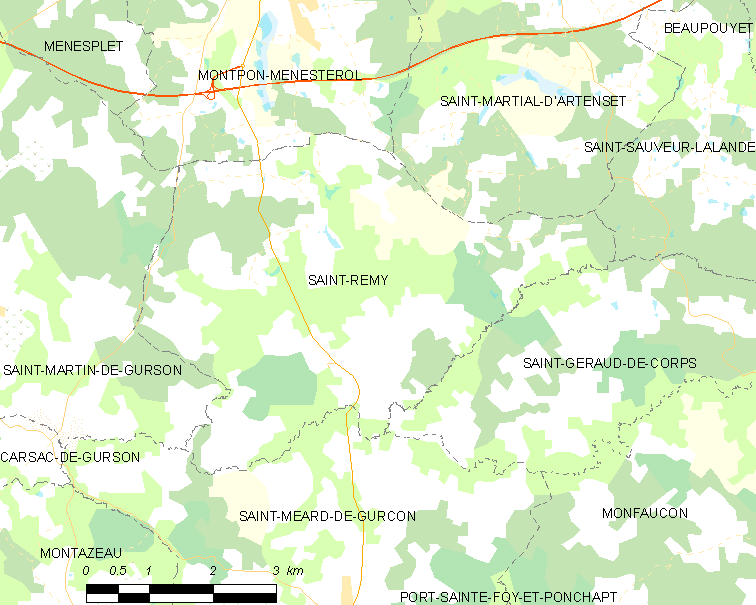
的OSM定位图

圣雷米的时区为UTC+01:00、UTC+02:00（夏令时）。

## 行政
圣雷米的邮政编码为24700，INSEE市镇编码为24494。

## 政治
圣雷米所属的省级选区为蒙泰涅和居尔松地区县。

## 人口

1962-2008年间人口变化图示

圣雷米于2022年1月1日时的人口数量为502人。